# Trieu Thi Trinh
Triệu Thị Trinh (també coneguda com a Triệu Ẩu (趙嫗) o Bà Triệu, 'Dama Trieu') (225–248) va ser una guerrera vietnamita semimítica del segle iii que va aconseguir, per un temps, de forma reeixida, resistir davant el Regne de Wu durant la seva ocupació del Vietnam. Ha estat citada dient «m'agrada muntar sobre tempestes, matar taurons al mar obert, foragitar els agressors, reconquerir el país, desfer llaços de servitud, i mai doblegar l'esquena per ser la concubina de cap home».

## Relats vietnamites

### Tradicionals
Dai VIêt su ký toàn thu (大越史記全書 Annals Complets del Gran Viet), escrit durant la Dinastia Lê, reflectia el següent sobre Triệu Thị Trinh:
L'any Mậu Thìn, [248], (11è any de Hán Diên Hy (Han Yanxi (延熙)); 11è any de Xích Ô (Chiwu (赤烏)). El poble de Cửu Chân (Jiuzhen (九真)) novament atacaven diverses ciutats emmurallades, la prefectura estava revoltada. El rei de Wu va nomenar el Secretariat Imperial “Hành Dương” Lục Dận [Lu Yin] (alguns llibres el transcriuen Lục Thương) l'inspector de Jiaozhou. Dận va arribar-hi, i es va guanyar el respecte de la gent perquè els demanà de deixar les armes, i la gent es va rendir; sumaven més de 30.000 llars, la prefectura va passar a viure una vegada més de forma pacífica. Després, una dona de la comandància Cửu Chân anomenada Triệu Ẩu va reunir els ciutadans i va atacar diverses comandàncies (Ẩu tenia pits de 3 thước [1,2 m] de llarg, lligats a l'esquena; sovint muntava elefants per lluitar). Dận va ser capaç de sufocar la revolta d'aquesta. (Els registres Giao Chỉ només escriuen: En les muntanyes de la comandància de Cửu Chân hi havia una dona amb el cognom de Triệu, amb pits de 3 thước de llarg, soltera, que va reunir gent i va saquejar comandàncies, generalment portant túniques grogues i sabates amb puntes de forma corbada, i lluitava mentre s'asseia al cap d'un elefant, es convertí en un ésser immortal després de morir).

### Moderns
Viet Nam sử lược ('Una Breu història del Vietnam'), un llibre d'història que va ser escrit a inicis del segle XX per l'historiador vietnamita Tran Trong Kim, deia el següent sobre Triệu Thị Trinh:

En aquest any a la prefectura Cửu Chân, hi havia una dona anomenada Triệu Thị Chinh que va organitzar una revolta contra el Ngô [Wu].

La nostra història [vietnamita] registra que la Dama Trieu era una nadiua del districte Nông Cống. Els seus pares havien mort quan era una nena, i vivia amb el seu germà major Trieu Quoc Dat. A l'edat dels 20 anys, mentre estava vivint amb la seva cunyada, que era una dona cruel, ella [Trieu Thi Trinh] la va matar [a la seva cunyada] i va fugir a la muntanya. Ella era una persona forta, valenta i intel·ligent. En la muntanya, va aconseguir reunir una banda de 1.000 seguidors. El seu germà va tractar de persuadir-la perquè no es rebel·lés, i ella li va dir: "Jo només vull viatjar en el vent i caminar sobre les ones, matar les grans balenes de la costa oriental, netejar les fronteres, i salvar la gent de l'ofegament. Per què hauria d'imitar d'altres, abaixar el front, ajupir-me i ser una esclava? Per què resignar-me a tasques domèstiques de baixa categoria?".

L'any Mậu Thìn, [248], a causa de la crueltat dels mandarins Ngô [Wu] i la misèria de la gent, Trieu Quoc Dang es va revoltar en la prefectura de Cửu Chân. La Dama Trieu va dirigir les seves tropes i va unir-se a la revolta del seu germà, els soldats de Trieu Quoc Dat la van convertir en la seva cap pel seu coratge. Quan ella anava a les batalles, normalment portava túniques grogues i muntava un elefant de guerra. Es va proclamar a si mateixa Nhụy Kiều Tướng quân (La Dama Generala mudada amb Túnica d'Or).

L'inspector Giao Châu Lục Dận envià tropes per combatre-la, ella [Trieu Thi Trinh] ja havia aconseguit defensar-se de les forces Ngô [Wu] durant 5 o 6 mesos. A causa de la manca de tropes i pel fet d'estar lluitant a soles, no va poder presentar una llarga resistència i va ser derrotada. Va fugir al comú Bồ Điền (en l'actualitat el comú Phú Dien, districte My Hóa) i llavors es va suïcidar.

Més tard, el Nam Dé (emperador del Sud) de la dinastia Lý anterior va elogiar-la com una persona valenta i lleial, i va ordenar [als seus seguidors] de construir un temple, i li va atorgar el títol de "Bật chính anh hùng tài trinh nhất phu nhân" (La dama verge més noble i heroica). En l'actualitat en el comú Phú Dièn, a la província Thanh Hóa hi ha un temple dedicat a ella.

## Impacte
La revolta de la Dama Trieu no va ser només l'última revolta vietnamita dirigida per una dona sinó també el final dels ideals polítics heretats del senyor Lac.
Triệu Thị Trinh és una heroïna vietnamita lloada en gran manera, i molts carrers tenen el seu nom en diverses ciutats vietnamites (hi ha carrers Đường Bà Triệu a Huế, Hanoi, Saigon i altres ciutats).